# La Calandria
La Calandria è una commedia in cinque atti del cardinale Bernardo Dovizi da Bibbiena, rappresentata la prima volta nel 1513.

## Storia
Reputata la prima commedia italiana in prosa, questa opera rivoluzionò i canoni della scrittura teatrale del '500; lo stesso Baldassarre Castiglione, che ne scrisse il Prologo (recenti studi però l'attribuiscono allo stesso Bibbiena) denuncia subito la novità di una commedia scritta
Una commedia che superava la tradizionale ispirazione plautina o terenziana che sino a quel momento era stata la norma degli umanisti che si erano dedicati al recupero degli antichi testi drammatici greco-romani modernizzandoli ma lasciando inalterato il contenuto e le trame.
Sin dal titolo il Bibbiena si distacca dalla tradizione classica avvicinandosi invece alla novellistica medievale: il nome del protagonista richiama, sia per il nome che per la beffa che viene perpetrata ai suoi danni, il personaggio boccaccesco di Calandrino che compare più di una volta nel Decameron.
La stessa messinscena, in collaborazione con il più celebre scenografo del suo secolo Girolamo Genga, introduce la cosiddetta scena di città con una scenografia prospettica e dove appaiono, per la prima volta, quinte praticabili con vedute della città di Roma dove la commedia è ambientata.
Sino alla Calandria la scenografia dei testi drammatici si risolveva in una serie di edicole d'ispirazione medievale ancora molto simili a quelle del teatro dei Misteri, ossia le sacre rappresentazioni con gli ambienti divisi da tende.
La storia di Calandro ricalca i temi della beffa amorosa che sarà un archetipo della commedia cinquecentesca da quelle di Ariosto a quelle di Niccolò Machiavelli: travestimenti, agnizioni, ambigui giochi di parole dei servi che anticipano di qualche anno l'apparizione degli zanni della commedia dell'arte.
Un'altra novità fu anche l'introduzione di intermezzi, che in seguito contribuiranno alla nascita del melodramma: tra un cambio di scena e l'altro gli spettatori assistono a effetti speciali, carri trionfali e balli.

## Trasposizioni operistiche
Un poeta padovano in servizio presso la Corte di Dresda, Stefano Benedetto Pallavicino, scrisse un libretto basato sulla stessa storia per l'opera buffa Calandro di Giovanni Alberto Ristori. Quest'opera fu allestita per la prima volta nel 1726 nel castello di Pilnitz vicino a Dresda e, successivamente, nel 1731 a Mosca (fu la prima opera a essere rappresentata in Russia).
Sempre traendo spunto da questa commedia, successivamente andarono in scena altre opere:
- Johann Georg Schürer, Calandro (20 gennaio 1748, Dresda)
- Giuseppe Gazzaniga, Il Calandrino (1771, Venezia)
- Antonio Sacchini, L'avaro deluso, o Don Calandrino (24 novembre 1778, Londra)